# Katádfa
Katádfa község Baranya vármegyében, a Szigetvári járásban.

## Fekvése
A Botykapeterdi-árok, a Halas-árok és a Sebes-víz partján fekszik, Szigetvártól légvonalban kevesebb mint 7, közúton azonban mintegy 10 kilométerre délkeletre.
A szomszédos Bánfa község mindössze 1 kilométerre keletre, Dencsháza 3 kilométerre nyugatra, Rózsafa 4 kilométerre északra, Nagypeterd 6 kilométerre északra fekszik a településtől.

### Megközelítése
Sokáig zsáktelepülés volt, mivel közúton csak Nagypeterden és Rózsafán keresztül, a 6-os főútból kiágazó 58 104-es, majd az 58 105-ös számú mellékúton volt elérhető. 2000 óta Dencsháza irányából is megközelíthető egy keskeny betonúton.

## Története
Neve a Kata személynévből és a falva szó összetételéből ered, eredetileg Katátfalva formában szerepelt, de ez a névváltozat idővel Katádfára módosult.
A község keletkezésére a 19. századi Pesty-féle gyűjteményben a következő magyarázat szerepel: „120 éve, hogy a község keletkezett, azelőtt rengeteg erdőség volt. Népesedése mint azt az öregek bizonyítják, bizonyos Kata, Lukács, Fodor, Mátyás és Margit-féle családokból eredt.” A GT. 162/b jelzetű térképen a Bánfát határoló Katafa község neve olvasható, és megjelent egy hosszabb falucsúfoló versben is (ennek részlete: „…Görbe ódalla Kereskedő Katádfa…”). 
A törökök alatt is folyamatosan lakott helység volt, lakói azóta is magyarok. Katádfához tartozott megszűnéséig Elekpuszta is. 1950-ig a kisközség a Szentlőrinci járáshoz tartozott, előbb a Dencsházai, 1907-től a Szentdienes Körjegyzőségben. 1950-től Bánfa, 1962-től Rózsafa, 1981-től a Nagypeterdi Községi Közös Tanács társközsége. 1990-től önkormányzat irányítja a Rózsafai Körjegyzőség tagjaként.
Jó adottságú mezőgazdasági terület. Jelentős volt a szarvasmarha-tenyésztése. A két világháború között fontos volt az ipari növények termesztése, mint a kender, a ricinus. 1952-ben alakult meg „Kossuth” néven az első termelőszövetkezet. 1956-ban feloszlott, de három év múlva ismét működött. 1959-ben egyesült a Katádfai-, a Rózsafai- és a Bánfai Tsz „Kossuth” néven. 1960-ban a Ranódfai Új Élet Tsz-hez társult, 1964-ben a Dencsházai-, 1977-től a Nagypeterdi Egyetértés MGTSZ tagszövetkezete. 1990-től a községre jellemző a háztáji, családi gazdálkodás. Jellemző a növénytermesztés, állattartás (szarvasmarha, juh, ló).
Katádfán 1849 előtt épült 3 ház, 1850–1899 között 42 ház, 1900-1919 között 18 ház, 1920-1944 között 8 ház, 1945–1974 között 5 ház. Katádfán 1926-ban vásároltak először rádiót, 1962-ben televíziót. A villanyt 1928-ban vezették be a faluba. Rózsafa irányából vezető bekötőutat 1942-ben építették. A közút felújítása (útburkolat és útszélesítés) 1965-ben történt. Az autóbuszforgalom 1958-ban indult meg a falu és Szigetvár között. A vasútállomás 6 km távolságra, Nagypeterden van. A vezetékes ivóvízhálózat 1993-ban épült ki teljeskörűen. Katádfának saját víznyerő kútja van, amely ellátja a szomszédos Bánfa települést is a közös vezetékes rendszeren. A falugondnoki szolgálat 1999-ben indult Rózsafával közösen. A Dencsházára vezető szilárd burkolatú összekötő utat 2000-ben adták át. Művelődési háza 1966-ban épült.

## Közélete

### Polgármesterei
- 1990–1994: Göllény János (független)[3]
- 1994–1998: Göllény János (független)[4]
- 1998–2002: Kiss Nándor (független)[5]
- 2002–2006: Ifj. Modok Benő (független)[6]
- 2006–2010: Ifj. Modok Benő (független)[7]
- 2010–2011: Tánczi Ödön (független)[8]
- 2011–2012: Jaskiewicz Etelka (független)[9]
- 2012–2014: Szabó Miklósné (független)[10][11]
- 2014–2019: Szabó Miklósné (független)[12]
- 2019–2024: Szabó Miklósné (független)[13]
- 2024– : Bakó Tímea (független)[1]

A településen a 2010–2014 közti önkormányzati ciklusban két időközi polgármester-választást is tartottak, előbb 2011. augusztus 28-án, majd 2012. október 7-én, mindkét esetben az addigi faluvezető lemondása miatt.

## Népessége
A település népességének változása:
| Lakosok száma | 157  | 151  | 147  | 136  | 128  | 132  | 139  | 130  |
|               | 2013 | 2014 | 2015 | 2019 | 2021 | 2022 | 2023 | 2024 |

A 2011-es népszámlálás során a lakosok 85,8%-a magyarnak, 19,8% cigánynak mondta magát (13,6% nem nyilatkozott; a kettős identitások miatt a végösszeg nagyobb lehet 100%-nál). A vallási megoszlás a következő volt: római katolikus 46,3%, református 13%, felekezeten kívüli 21,6% (19,1% nem nyilatkozott).
2022-ben a lakosság 75%-a vallotta magát magyarnak, 9,1% cigánynak, 0,8% szlováknak, 0,8% egyéb, nem hazai nemzetiségűnek (25% nem nyilatkozott; a kettős identitások miatt a végösszeg nagyobb lehet 100%-nál). Vallásuk szerint 28% volt római katolikus, 3,8% református, 2,3% görög katolikus, 18,2% felekezeten kívüli (47,7% nem válaszolt).

## Nevezetességei
A katádfai templomról Illyés Géza kézirata alapján ezek olvashatók: „Az 1768. évben hirtelen tűzvész támadt, mely elpusztította a templomot. Minden irat, minden feljegyzés odaveszett. De már két év múlva felépítik a Katádfalviak a fatemplomukat. Már 1840-ben nagyon omladozó volt a régi templom. Végre hosszas előkészületek után 1853-ban építették meg a mai templomot, ennek tornyába két harangot helyeztek el… Különben a nép még mindig iparkodó, szorgalmas, sőt szerző. Az egyházi épületek építési költségeinek törlesztésére közmunkát vállal még akkor is, amikor ettől másutt már húzódoznak a hívek…”